# Eysarcoris ventralis
Eysarcoris ventralis är en insektsart som först beskrevs av John Obadiah Westwood 1837.  Eysarcoris ventralis ingår i släktet Eysarcoris och familjen bärfisar. Inga underarter finns listade i Catalogue of Life.